# Romulea lutea
Romulea lutea är en irisväxtart som beskrevs av John Charles Manning och Peter Goldblatt. Romulea lutea ingår i släktet Romulea och familjen irisväxter. Inga underarter finns listade i Catalogue of Life.